# W. Arthur Winstead
William Arthur Winstead (* 6. Januar 1904 bei Philadelphia, Neshoba County, Mississippi; † 14. März 1995 in Philadelphia, Mississippi) war ein US-amerikanischer Politiker und vertrat den Bundesstaat Mississippi als Abgeordneter im US-Repräsentantenhaus.

## Werdegang
Nach dem Besuch der öffentlichen Schule ging Winstead auf das Clarke Memorial College in Newton und die University of Alabama in Tuscaloosa (Alabama). Danach graduierte er 1931 am Mississippi Southern College in Hattiesburg. Ferner beschäftigte er sich mit der Landwirtschaft. Zwischen 1935 und 1942 war er Leiter einer Schule in Neshoba County.
Winstead wurde als Demokrat in den 78. und die zehn nachfolgenden Kongresse gewählt. Seine Amtszeit belief sich vom 3. Januar 1943 bis zum 3. Januar 1965. Er kandidierte noch einmal 1964 für den 89. Kongress, scheiterte aber. Darauf entschloss er sich in die Landwirtschaft zu gehen. Er arbeitete auch später als Autoverkäufer. In seiner Zeit als Abgeordneter im Repräsentantenhaus war er an der Verfassung des Southern Manifesto beteiligt, das sich gegen die Rassenintegration an öffentlichen Einrichtungen aussprach. Er war auch ein Beauftragter des Mississippi Department of Public Welfare zwischen 1968 und 1971.
Arthur Winstead starb am 14. März 1995 in Philadelphia. Er wurde auf dem Cedar Lawn Cemetery in Philadelphia beerdigt.